# Дейва-Марина
Дейва-Марина (итал. Deiva Marina, лиг. Deiva) — коммуна в Италии, располагается в регионе Лигурия, в провинции Ла Специя.
Население составляет 1418 человек (2014 г.). Занимает площадь 14 км². Почтовый индекс — 19013. Телефонный код — 0187.
Покровителем коммуны почитается святой Антоний Великий, празднование 17 января.

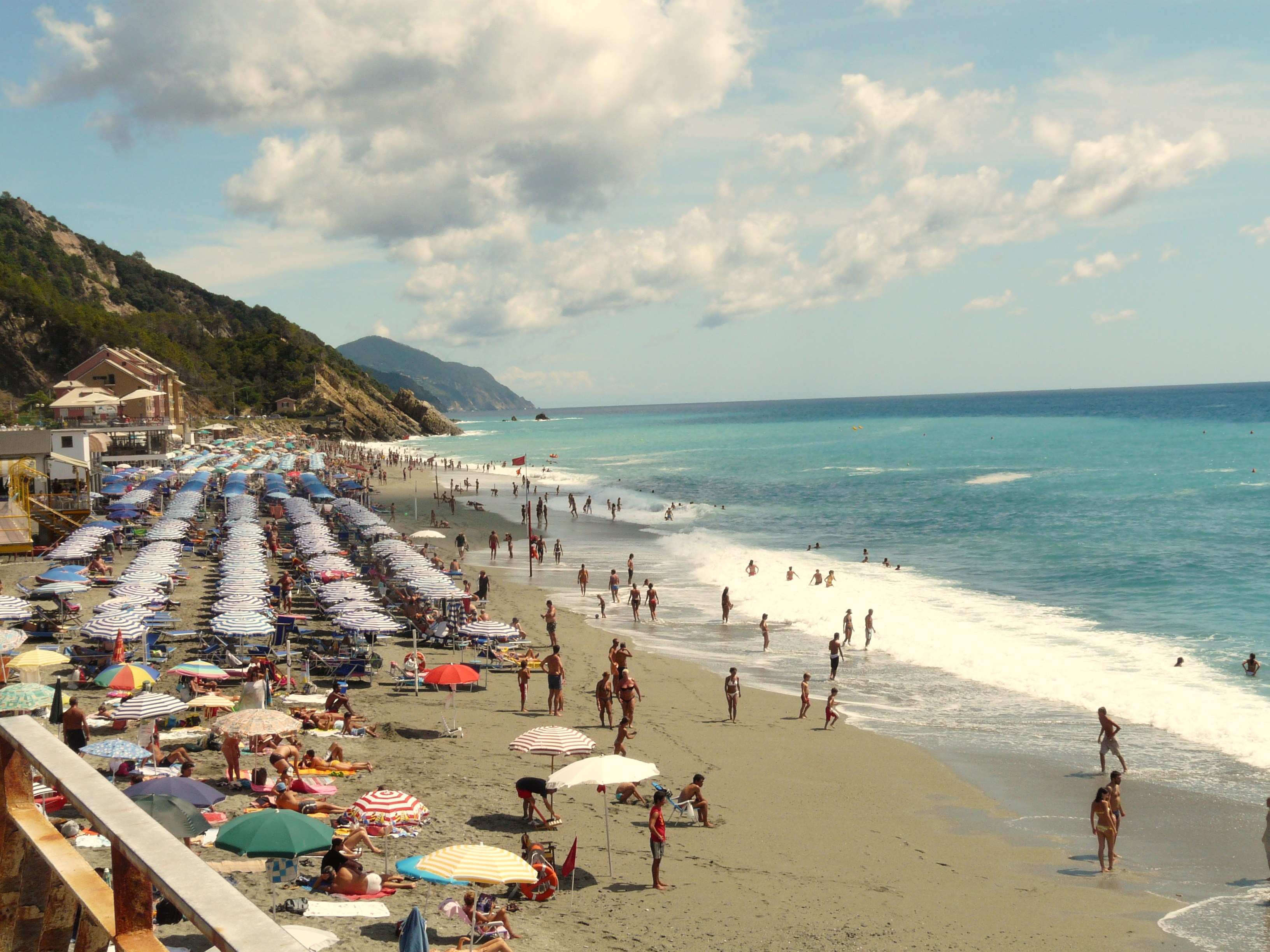
Пляж в Дейва-Марина летом

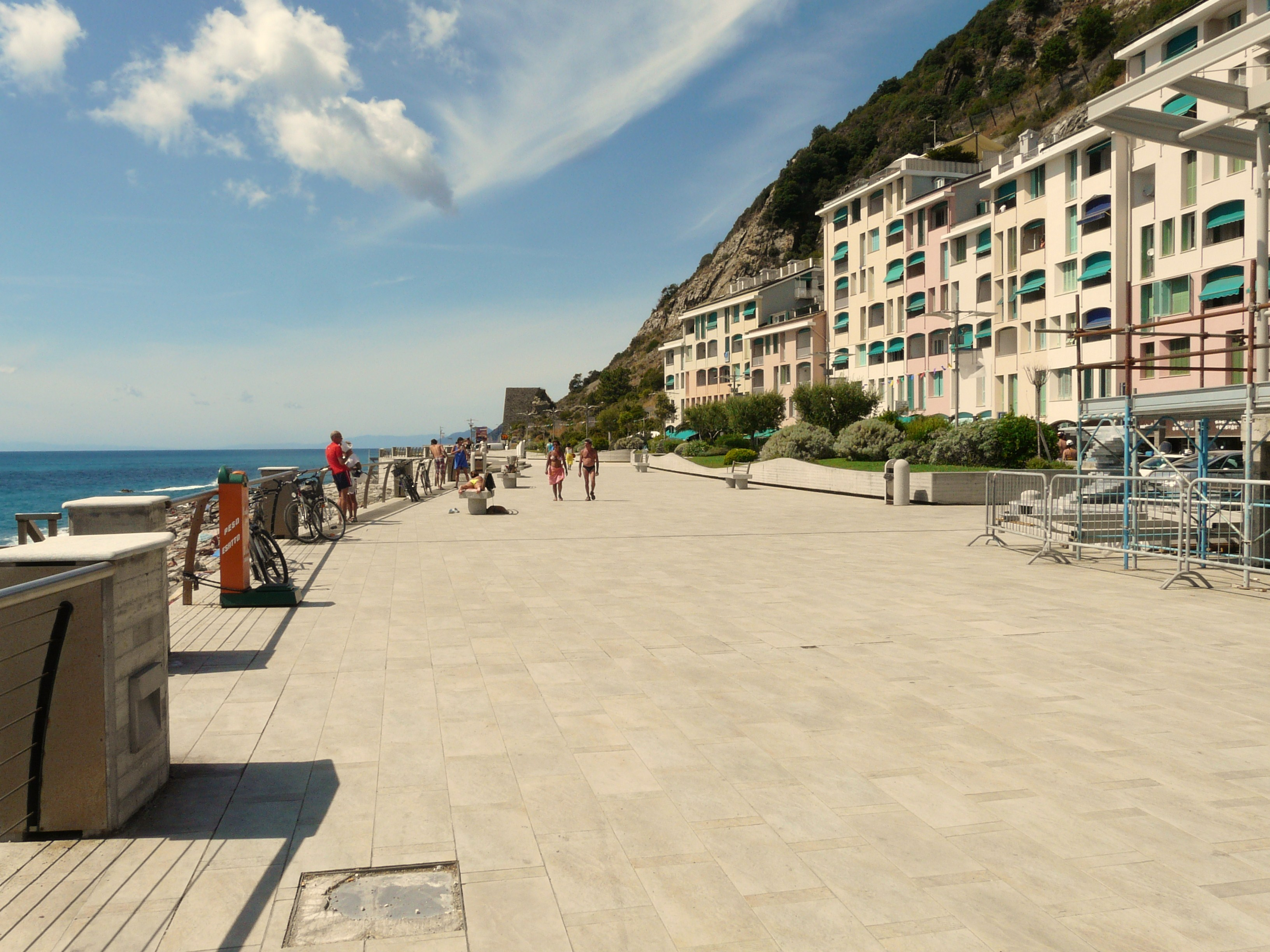
Променад в Дейва-Марина (восточная часть)

## Расположение
Городок Дейва-Марина расположен в долине реки Дейва, на Лигурийском побережье.
Это живописное место находится в 65 км восточнее от города Генуя на Итальянской Ривьере. Место близко также к Тоскане, до Флоренции 175 км. В 42 км расположен Портофино. До национального парка Лигурии — Чинкве-Терре- всего 23 км.
Дейва-Марина- это тихий курорт, с чистой водой и красивым чистым берегом, окруженным горами. Это место было известно как рыболовецкая деревня.
Местность была мало досягаема и поэтому здесь не было индустрии, что отразилось на чистоту окружающей среды и моря. Дейва-Марина, как и вся Лигурия, принадлежит к защитной морской зоне, где запрещено ловить разные виды китов, дельфинов и морских черепах, что означает обязанность избегать любую форму загрязнения, как в воде, так и на суше. Статус защитной зоны влияет напрямую на сохранение разных видов млекопитающих и заставляет избегать использование высокоскоростных лодок.
Долгое время Дейва-Марина была трудно досягаема со стороны земли из-за высоких гор, и со стороны моря из-за отсутствия развитого порта. Берберские пираты, часто совершавшие нападение с моря, также являлись причиной, почему побережье долго оставалось малонаселенным.

## История
Местные жители в основном занимались рыболовством, но ночью они всеми силами пытались укрепить отдаленные от моря земли, таким образом возник исторический центр Дейва-Марина вокруг церкви. В 16 веке были построены две сторожевые башни, которые использовались для защиты от набегов пиратов. Одна сторожевая башня рядом с церковью сохранилась, другая, находящаяся рядом с морем, была частично разрушена наводнением в 1852 году.
В 1874 году была построена железная дорога, что улучшило доступ к Дейва-Марина. Несколько вилл и гостиниц, включая гостиницу «Савой», были построены поблизости к железной дороге. В это время большая часть побережья была практически не заселена. Единственной виллой на побережье была «Вилла Скиаффино» (Villa Schiaffino), которая была построена в начале 20 века в стиле модерн.
Превращение Дейва-Марина в курорт стало возможным после 1932 года, когда железнодорожные пути были сдвинуты на несколько километров от побережья.
Город разделен на две основные части: старый город на холме, с центром на площади перед церковью аббатства Св. Антония, с генуэзскими домами, кованными перилами, мозаикой и приморская зона, появившаяся в послевоенный период .

## Туризм
Главный доход экономики — это туризм.
Дейва-Марина предлагает разные возможности провести время, как на море, так и суше. Здесь есть просторные песочные пляжи, множество каменистых пляжей, большое количество маленьких, только с моря досягаемых бухт. Рыболовство популярно весь год. Очень популярны крузы для рыболовства и наблюдения китов.
Вокруг Дейва-Марина есть много горных троп для походов в горы. Многие тропы проходят параллельно берегу моря и предлагают захватывающие виды на море.
Дейва-Марина предлагает хорошие условия для велосипедного спорта, в прошлом место использовалось как исходный пункт для велосипедных соревнований.

## Инфраструктура
Добраться до Дейва-Марина можно на поезде или автобусе:
Аэропорт Генуи — ближайший аэропорт, чтобы добраться до Дейва-Марина, расположенный 58 километрах на восток. На расстоянии 160 км.

## Демография
Динамика населения: